# Václav Jíra
Václav Jíra (* 2. August 1921 in Prag, Tschechoslowakei; † 8. November 1992 ebenda) war ein tschechischer Fußballspieler, -trainer und -funktionär.

## Spielerkarriere
Václav Jíra begann mit dem Fußballspielen bei Union Vršovice. Mit 14 Jahren wechselte der Mittelfeldspieler zum Nuselský SK. 1940 ging Jíra zum Nachbarverein SK Nusle, mit dem ihm 1942 der Aufstieg in die 1. Liga gelang. Nach fünf Jahren beim SK Nusle wechselte Jíra zu Bohemians Prag.
Für Bohemians machte Jíra mehr als 500 Spiele, davon knapp 200 in der höchsten tschechoslowakischen Spielklasse, in denen er vier Tore schoss.
Jíra spielte sechs Mal für die Tschechoslowakische Nationalmannschaft. Er debütierte am 11. Mai 1947 beim 3:1 gegen Jugoslawien, sein letztes Spiel absolvierte er am 7. Dezember 1952 beim 1:2 in Albanien.

## Trainerkarriere
Jíra war bei der Fußball-Weltmeisterschaft 1962 in Chile Assistent des tschechoslowakischen Nationaltrainers Rudolf Vytlačil. In der Saison 1963/64 trainierte er Bohemians Prag. Von November 1963 bis 1965 war Jíra Trainer der tschechoslowakischen Nationalmannschaft. In sieben Spielen unter Jíras Leitung gelang der Mannschaft nur ein Sieg.

## Funktionär
- 1959–1962 Sekretär Mitropacup
- ab 1970 Vorstandsmitglied des Tschechoslowakischen Fußballverbandes
- ab 1973 Vorsitzender der internationalen Kommission des tschechoslowakischen Fußballverbandes
- ab 1968 Mitglied im Exekutivkomitee der UEFA
- ab 1971 Mitglied der technischen Kommission der FIFA
- ab 1978 Vizepräsident der UEFA und Vorstand der technischen Kommission der UEFA
- 1990–1992 Präsident des Tschechoslowakischen Fußballverbandes